# Pierre Benoit (zoologo)
Pierre Benoit (1920 – 1995) è stato uno zoologo e aracnologo belga.
Assistente al Royal Africa Museum di Tervuren, ha lavorato sui briozoi, sugli echinodermi e principalmente sui ragni dell'Africa centrale dal 1964 al 1981 quando si è ritirato in pensione.

## Taxa descritti
Ha descritto e denominato, in ordine alfabetico, i seguenti generi:
- Gastroxya Benoit, 1962
- Singafrotypa Benoit, 1962

e le seguenti specie:
- Gastroxya krausi Benoit, 1962
- Gastroxya leleupi Benoit, 1962
- Gastroxya schoutedeni Benoit, 1962
- Isoxya basilewskyi Benoit & Emerit 1975
- Isoxya mossamedensis Benoit, 1962
- Neoscona goliath Benoit, 1963

solo per quanto concerne la famiglia Araneidae

## Denominati in suo onore
- Cyphalonotus benoiti Archer, 1965 ragno (Araneidae)
- Gastroxya benoiti Emerit, 1973 ragno (Araneidae)
- Pseudanapis benoiti Platnick & Shadab, 1979 ragno (Anapidae)